# Mircea Geoană
Mircea Dan Geoană (Bukarest, 1958. július 14. –)
román politikus, korábban a Szociáldemokrata Párt (PSD) elnöke.

## Korábbi politikai pályája
Geoană, mielőtt a politikai pályára lépett, karrierdiplomata volt. 1996 és 2000 között Románia nagyköveteként teljesített szolgálatot az Amerikai Egyesült Államokban.
Geoană 2000. december 28. és 2004. december 28. között külügyminiszter volt Adrian Năstase PSD-vezette kormányában.
2001-ben az Európai Biztonsági és Együttműködési Szervezet (OSCE) elnöke volt. A 2004-es helyhatósági választásokon indult Bukarest polgármesteri székéért, de a Demokrata Párt színeiben induló Traian Băsescu (a későbbi román elnök) legyőzte.
2005 áprilisában meglepetésre legyőzte Ion Iliescut, a keményvonalas korábbi román elnököt a PSD elnökválasztó kongresszusán. A média szerint sikerét annak köszönhette, hogy az Iliescu-ellenes PSD-szárny politikusai az utolsó pillanatokban összefogtak és szerepet játszott az is, hogy Iliescu hangütése a kongresszuson sok tekintetben a kommunista időkre hajazott.
A PSD újabb kongresszusa 2006. december 10-én megerősítette a pártelnöki poszton, azonban 2010 februárjában alulmaradt – az Adrian Năstase volt pártelnök-kormányfőhöz közel álló – Victor Pontával szemben. Később, 2008 és 2011 között a szenátus elnöke lett, majd 2019 októberében az amerikai Rose Gottemoellert váltotta az észak-atlanti katonai szervezet főtitkár-helyettesi posztján.